# Quercus havardii
Espèce
Classification phylogénétique
Répartition géographique
Statut de conservation UICN

 LC  : Préoccupation mineure
Quercus havardii, de nom commun Chêne de Havard, est une espèce d'arbustes nord-américains de la famille des Fagaceae et du genre Quercus (Chênes).

## Description

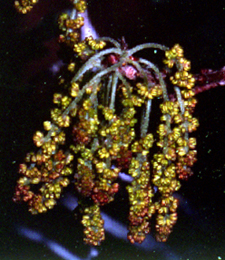
Inflorescences.

Quercus havardii est un arbuste bas jusqu'à 2 m ou parfois un petit arbre. Il forme de grands fourrés clonaux en étendant les rhizomes à travers le sol sableux. Les rhizomes mesurent de 3 à 15 cm de diamètre et se concentrent dans les 60 cm supérieurs du sol, bien que des profondeurs de pénétration de 9 m sont recensées. Les racines latérales et les rhizomes ligneux sont répandus près de la surface du sol. 90% ou plus de la biomasse du chêne est sous terre et la greffe de racines fortuite est courante. Ces tiges souterraines s'étendent généralement pour former des plantes de 3 à 15 m ou plus de diamètre. Les clones uniques couvriraient jusqu'à 81 ha. Alors que les tiges aériennes ne vivent généralement que 11 à 15 ans, ils atteindraient des âges de plus de 13 000 ans.
Les feuilles coriaces et très variables sont vert gris à vert olive, ont une face supérieure lustrée et sont blanchâtres et densément poilues en dessous. Les feuilles sont alternes, simples, de forme variable (oblongues, ovales ou elliptiques), et avec des marges ondulées ou peu lobées. La longueur est de 2 à 8 cm et la largeur de 2 à 4 cm.
Les rameaux sont bruns ou grisâtres, de 1 à 2,5 mm de diamètre, glabres ou densément couverts de courts poils grisâtres ou jaunâtres, qui se perdent avec l'âge. Les bourgeons sont brun-rouge foncé, quelque peu sphériques, d'environ 2 mm de long et peu pubescents. L'écorce des grosses tiges est gris clair et écailleuse.
Quercus havardii est monoïque avec des fleurs femelles et mâles portées séparément sur la même plante. Les chatons mâles sont densément fleuris, mesurent 1,5 à 3,8 cm de long et pendent vers le bas. Les chatons femelles mesurent 3 à 7 mm de long, contiennent 1 à 5 fleurs et sont généralement axillaires sur les jeunes pousses. Les chênes sont pollinisés par le vent et la floraison a lieu au printemps.
Les glands se développent en 1 an et mûrissent à l'automne. Les glands se présentent seuls ou en grappes de 2 ou 3, et mesurent de 12 à 25 mm de long sur de 14 à 18 mm de large. Une cupule écailleuse couvre environ un tiers à la moitié de la coque. En moyenne, les cultures de glands sont de 3 en 10 ans.

## Répartition

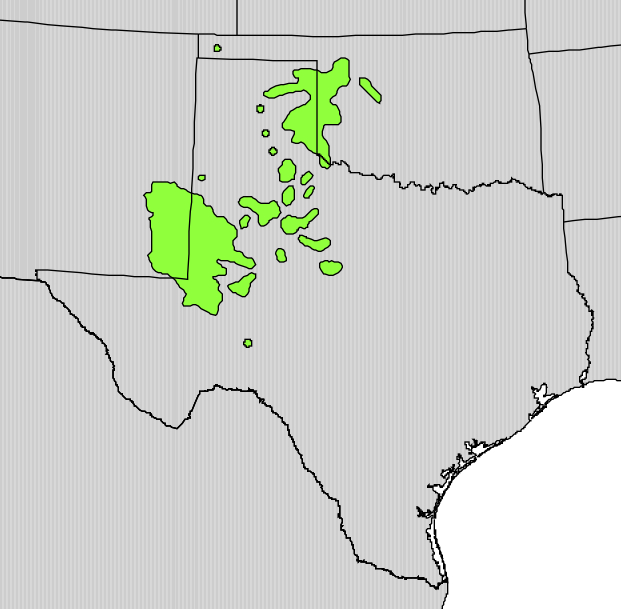
Aire de répartition de Quercus havardii.

Quercus havardii occupe environ 2 à 3 millions d'hectares dans le sud des Grandes Plaines d'Amérique du Nord. Il est originaire de l'ouest de l'Oklahoma, de l'ouest du Texas, de l'est du Nouveau-Mexique et de deux populations isolées du sud-ouest du Kansas. Une variété se produit également dans le nord-est de l'Arizona et le sud-est de l'Utah.

## Taxonomie
Les populations de Quercus havardii de l'Utah et de l'Arizona sont considérées comme une variété (Quercus havardii var. Tuckeri) par certains taxonomistes, d'autres les considèrent comme l'espèce Quercus welshii (en). Cependant, l'introgression de Quercus havardii avec le Quercus gambelii et peut-être Quercus turbinella rend l'identification taxonomique de ces populations difficile.
Le Quercus havardii s'hybride avec Quercus mohrianaet Quercus stellata. Les hybrides Quercus stellata × Quercus havardii sont probablement le résultat de l'aire de répartition historique deQuercus stellata, qui s'étendait plus à l'ouest qu'aujourd'hui. Les hybrides de Quercus mohriana × Quercus havardii sont limités aux habitats intermédiaires à ceux occupés par les deux espèces. Quercus mohriana habite les sols calcaires et Quercus havardii se produit sur les sols sableux profonds.
L'épithète est un hommage au botaniste Valery Havard (en).

## Écologie

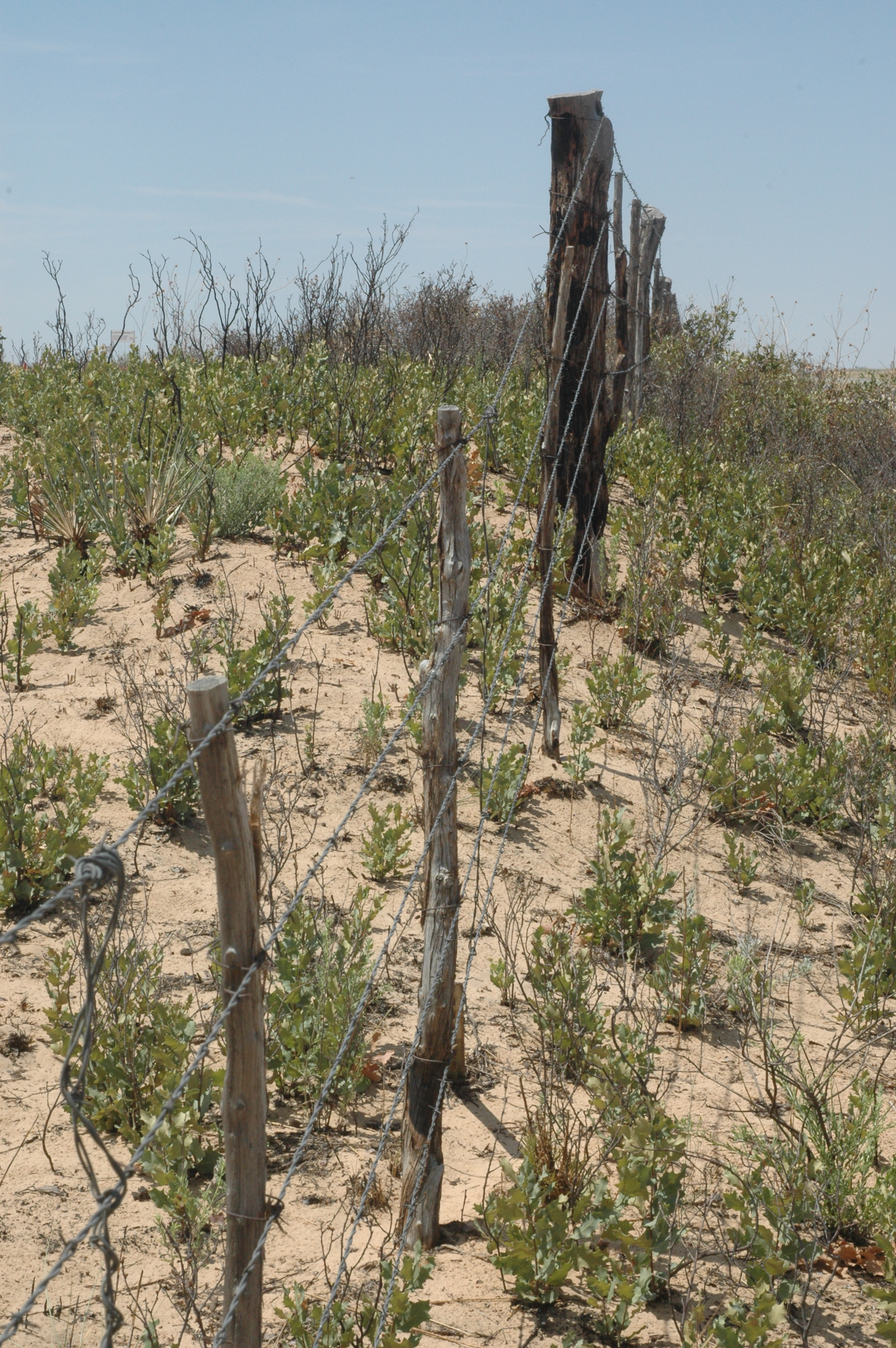
Jeunes Quercus havardii sur sol sableux.

Les plaines de sable, les dunes de sable et les collines de sable du sud des Grandes Plaines sont des habitats typiques. Le chêne cohabite avec des plantes comme Artemisia filifolia.
Comme Quercus havardii se développe dans un environnement difficile, il fonctionne comme un stabilisateur de dunes de sable, protégeant les sols sableux de l'érosion éolienne. Il fournit également une couverture et de la nourriture à des espèces sauvages. Le pécari à collier, le Tétras pâle, le Colin de Virginie et de nombreuses autres espèces sauvages mangent les glands. Le cerf de Virginie, Antilocapra americana et les Neotoma broutent les feuilles. Quercus havardii sert d'habitat au Lièvre de Californie, au Lapin d'Audubon, au Lapin à queue blanche, au Rat-kangourou d'Ord, au Dindon sauvage, à Terrapene ornata, une diversité d'arthropodes, environ 25 espèces de serpents et environ 10 espèces de lézards, y compris Sceloporus arenicolus.
Quercus havardii fournit un habitat riche pour la faune par rapport aux plaines à herbes courtes environnantes. Le maintien de l'habitat faunique et l'amélioration de la végétation pour le pâturage du bétail sont souvent en conflit et doivent être soigneusement pris en compte avant d'entreprendre le contrôle de Quercus havardii.
Une majorité de Quercus havardii se trouve sur des terres privées utilisées pour l'agriculture et/ou la production animale. Il est considéré comme indésirable sur les pâturages, car il est en concurrence avec le fourrage du bétail et ses bourgeons et ses feuilles sont toxiques pour le bétail pendant plusieurs semaines au printemps. De plus, là où le coton est cultivé près de Quercus havardii, le charançon du cotonnier hiverne dans la litière de chêne et infeste les champs de coton voisins au printemps. Ainsi, la plupart des recherches et autres efforts humains concernant Quercus havardii sont consacrés à son éradication.
L'utilisation de méthodes de contrôle chimiques et mécaniques fait qu'il est probable que la répartition de Quercus havardii diminue. La plupart des autorités ne recommandent pas l'éradication complète de Quercus havardii, ce qui indique que la production fourragère est généralement plus élevée s'il reste des arbres de Quercus havardii. Il existe des taux de charge et des schémas de rotation des pâturages qui réduisent l'incidence de l'empoisonnement des bovins par le chêne brillant. Un contrôle excessif de Quercus havardii est controversé, car il peut ouvrir les sols sableux à l'érosion éolienne et peut entrer en conflit avec la qualité de l'habitat faunique.
Quercus havardii pousse abondamment à partir des rhizomes peu après le feu. Les chercheurs décrivent les communautés comme extrêmement résistantes au feu.